# هرمان اوبرت
هرمان جولیوس اوبرت (به آلمانی: Hermann Julius Oberth) (زاده ۲۵ ژوئن ۱۸۹۴ – درگذشته ۲۸ دسامبر ۱۹۸۹) یکی از پیشگامان و تئوریسین‌های بزرگ تاریخ عصر فضا به‌شمار می‌رود. او به همراه تسیولکوفسکی و گُدارد پدران دانش و مهندسی موشک‌های پرتابگر به حساب می‌آیند. اوبرت در جوانی نظرات و تحقیقات خود را به صورت چند کتاب منتشر کرد و در زمان جنگ جهانی دوم به‌طور مداوم در مراکز تحقیقات موشکی آلمان نازی به کار مشغول بود. بعد از جنگ، آمریکایی‌ها و سایر متحدان غربی آنها از دانش اوبرت و همکارانش استفاده زیادی کردند.

## دوران کودکی و نوجوانی

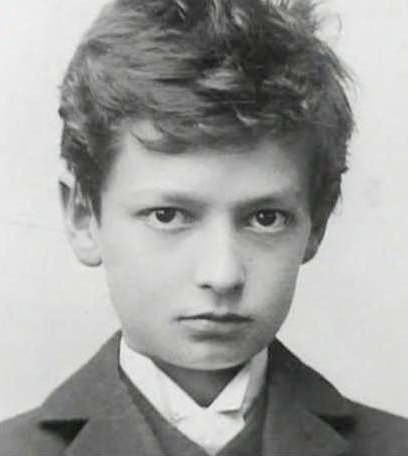
عکسی از دوران کودکی هرمان اوبرت

هرمان جولیوس اوبرت در ۲۵ ژوئن ۱۸۹۴ در شهر هرمشتات ترانسیلوانیای رومانی، متولد شد. اصالت او مجاری-اتریشی بود، اما بیشتر عمر خود را در آلمان و رومانی گذراند. اوبرت به علوم موشکی بسیار علاقه‌مند بود و این علاقه از سن ۱۱ سالگی در او به‌وجود آمد. مادر وی برای تشویق اوبرت، کتاب «از زمین تا ماه» نوشته ژول ورن را به او هدیه داد. هرمان این کتاب را چندین بار مطالعه نمود و علاقه زیادی به آن پیدا کرد. این کتاب در واقع اولین جرقه را برای شروع فعالیت او دربارهٔ علوم موشکی ایجاد کرد.
مطالعه کتاب مذکور و دیگر کتاب‌های مربوط به علوم موشکی در سال‌های بعد، اوبرت را به تحقیق و بررسی در خصوص جنبه‌های فنی این علم تشویق نمود. او علاقه زیادی به سفرهای فضایی داشت.
در سن ۱۴ سالگی (۱۹۰۸) اوبرت موفق به ساخت یک راکت مدل کوچک دارای مخزن پیشران مایع داشت. البته او این کار را با امکانات و منابع بسیار محدودی انجام داد و حتی منابع لازم جهت آزمایش وسیله خود را در اختیار نداشت. او سعی می‌کرد تا به مطالعه در زمینه‌های مختلفِ علاقه‌مندی خود، به‌خصوص ریاضیات بپردازد، زیرا می‌دانست برای پیشرفت در این راه به آنها نیاز دارد.
در همان اوان، اوبرت به این نتیجه رسید که اگر نیروی پیشرانه راکت مدل ساخت خود را به طرز مناسبی تأمین کند، موفق به پرواز خواهد شد. در ضمن دریافت که باید پیشران (یا سوخت) بیشتری به راکت بدهد که این امر باعث افزایش وزن می‌شد. یعنی هرچه پیشران بیشتر می‌شد، وزن راکت هم افزایش می‌یافت که این خود یک مشکل به حساب می‌آمد.
اوبرت به این می‌اندیشید که چرا نباید هنگامی‌که مقدار زیادی از پیشران مصرف شد، از شرّ محفظه خالی آن رها شد؟ این فکر همان ایده جدایش و چند مرحله‌ای کردن راکت‌ها بود که در دوران نوجوانی به ذهن اوبرت خطور کرد. استفاده از این طرح از آن جهت مهم بود که در مراحل مختلف وزن موشک را کم می‌کرد و به همین دلیل پارامترهای پروازی موشک تا حدود زیادی می‌توانست بهبود پیدا کند.
هرمان معتقد بود برای توسعه و موفقیت در پیاده‌سازی ایده‌اش می‌بایست خارج از فرمول‌های ریاضی عمل کند. البته در نهایت هرمان با استفاده از فرضیات خود و مدل‌های کوچک و بزرگ به این نتیجه رسید که می‌تواند به نوعی کارایی راکت را افزایش دهد؛ بنابراین می‌توان هرمان اوبرت را یکی از پایه‌گذاران ایده جدایش در موشک‌ها و پرتابگرهای چندمرحله‌ای دانست.
در سال ۱۹۱۲ (۱۸ سالگی) اوبرت در دانشگاه مونیخ ثبت‌نام کرد و در رشته پزشکی مشغول به تحصیل شد. بورسیه تحصیلی وی در دست اقدام بود که با شروع جنگ جهانی اول در تحصیل او وقفه ایجاد شد؛ بنابراین اوبرت نیز مانند بسیاری دیگر، به صورت غیرمستقیم وارد جنگ شد و در واحدهای پزشکی به انجام وظیفه پرداخت.

## زندگی کاری

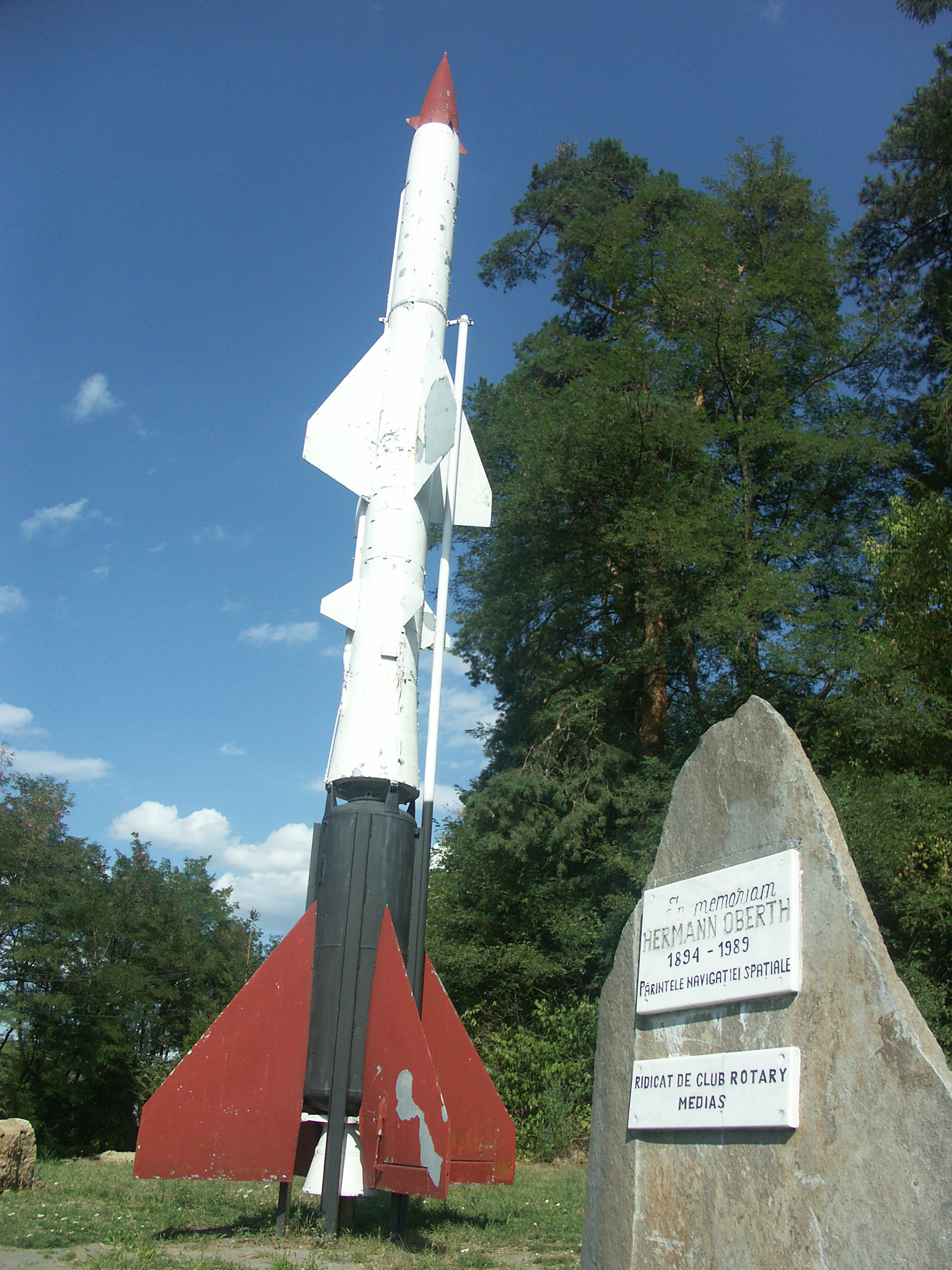
بنای یادبود هرمان اوبرث در نزدیکی مدیا (رومانی)

بعد از جنگ، هرمان به این نتیجه رسید که به صورت ناخواسته و بدون تمایل کامل وارد علوم پزشکی شده‌است. او در سال ۱۹۱۸ با ماتیلدا هامل، کسی که به او در انجام کارهایش کمک می‌نمود و به فعالیت‌های اوبرت اعتقاد راسخ داشت، ازدواج کرد. او در ۱۹۱۹ مجدداً به آلمان بازگشت و ابتدا در دانشگاه مونیخ و سپس در گوتینگن در رشته فیزیک مشغول به تحصیل شد.
از جمله مهم‌ترین مراکز موشکی که اوبرت در آنجا مشغول بوده، می‌توان به «وی‌اف‌آر»، انجمن پرواز فضایی آلمان، اشاره کرد. اوبرت در سال ۱۹۲۰ ضمن فعالیت در این مرکز، به همکاری با افراد محقق و علاقه‌مندی چون ورنر فون‌براون پرداخت.
در سال ۱۹۲۲ (۲۸ سالگی) رساله دکترای او که در مورد علوم موشکی (پرواز راکت‌ها) بود با بهانه تخیلی، ایده‌آلیستی و رؤیایی بودن مورد پذیرش قرار نگرفت، ولی این امر اوبرت را هیچ‌گاه مأیوس نساخت و او تحقیقات خود را در زمینه مورد علاقه‌اش به صورت خصوصی ادامه داد. وی هرگز به تهیه یک رساله جدید و گرفتن مدرک دکترای خود نیندیشید البته رساله مذکور به او در جهت تهیه و آماده شدن اولین کتابش کمک زیادی نمود. او بعدها در مورد تمایلاتش توضیحاتی را ارائه داد و در یادداشت‌های خود چنین نوشت: «من از نوشتن رساله‌ای دیگر خودداری کردم و به خود گفتم: مهم نیست. من ثابت خواهم کرد که می‌توانم بدون اینکه عنوان دکتر در کنار نامم قرار گیرد، از تعدادی از آنها (منتقدان رساله‌ام) دانشمند بزرگتری شوم». او از نظام آموزشی آلمان به شدت انتقاد کرد و وضعیت آن را به اتومبیلی تشبیه نمود که چراغ‌های عقب آن بسیار درخشان و پرنور، اما جلوی آن فاقد چراغ‌های روشن است. البته رساله اوبرت سرانجام توسط پروفسور آگوستین مایر از دانشگاه بابس-بولیای رومانی پذیرفته شد و او درجه دکتری را از این استاد دریافت کرد.
در سال ۱۹۲۳ (۲۹ سالگی)، اوبرت موفق به انتشار کتاب ۹۲ صفحه‌ای «با راکت در فضای بین سیارات» شد. این کتاب که برگرفته از همان رساله دکترای او بود باعث شهرت وی شد. اگرچه رساله وی در خصوص موارد فنی کمتر بحث کرده بود، ولی به واسطه تدریس او در مراکز مربوط (به خصوص در آلمان) به امور فضایی، کتابش به کمک همین مراکز انتشار یافت. تئوری‌های ارائه شده در کتاب اوبرت بسیار ارزشمند بودند. این کتاب به واسطه تئوری‌هایش در سراسر مراکز موشکی آلمان مورد توجه قرار گرفت و این امر باعث شد تا کتاب او به چندین زبان دیگر نیز ترجمه شده و پس از مدتی مطالب آن به‌طور عملی در وسایل پرنده فضایی به کار گرفته شوند.
امتداد این کتاب و سایر فعالیت‌های هرمان اوبرت در زمینه موشک، در سال ۱۹۲۹ به چاپ کتابی ۴۲۹ صفحه‌ای با عنوان «مقدماتی برای انجام سفر فضایی» منتج شد که یکی از موفقیت‌های بین‌المللی او به حساب می‌آمد و از اهمیت علمی فوق‌العاده‌ای برخوردار بود. اوبرت که چند سال قبل از انتشار این کتاب (سال ۱۹۲۵)، با کنستانتین تسیلکوفسکی و ایده‌ها و تئوری‌هایش آشنا شده بود، از دانش و تجربه او نیز در تدوین این کتاب جدید استفاده کرد. در این کتاب، تئوری ریاضی مربوط به علوم موشکی به‌خصوص در زمینه‌های علوم الکترونیک و پیشرانش راکتی تشریح شده بود. این کتاب امکان طراحی و ساخت یک راکت را فراهم می‌آورد و همچنین توان بالقوه انسان برای دستیابی به ایستگاه‌های فضایی و سفر به کرات دیگر را مورد بررسی قرار می‌داد. کتاب جدید اوبرت از طرف اسنالت، پیشکسوت در علوم راکتی فرانسه، «کتاب مقدس فضانوردی علمی» خوانده شد و مورد تشویق مالی ده هزار فرانکی قرارگرفت که اوبرت از این پول برای توسعه فعالیت‌ها و تحقیقاتش استفاده کرد.
فریتز لانگ، سازنده فیلم‌های صامت پس از مطالعه کتاب اوبرت تصمیم گرفت فیلمی داستانی در مورد سفر فضایی بسازد و سرانجام فیلم «دختری در فضا» را در سال ۱۹۲۹ به روی پرده سینما برد. این فیلم اولین محصول تاریخ سینما بود که تصاویری مجازی از محیط فضا را به تصویر می‌کشید. سازنده فیلم مذکور از آنجایی که می‌خواست محصولش از نظر فنی و علمی بی‌نقص باشد، تصمیم به دعوت از اوبرت به عنوان مشاور علمی در فیلم خود گرفت. در سناریوی انتخاب شده، اوبرت و لانگ به کمک یکدیگر موفق به ساخت یک ماکت فضاپیما شدند که خیلی واقعی به نظر می‌آمد. در جریان تهیه این فیلم چشم چپ اوبرت ضربه دید که برای او بسیار ناراحت‌کننده بود اما خللی در راه تحقیقات و علاقه‌مندی‌اش ایجاد نکرد.
همان‌گونه که ذکر شد، اوبرت در مرکز موشکی انجمن پرواز فضایی آلمان با ورنر فون‌براون همکار بود. کسی که خود در آینده از پیشگامان، محققان و مهندسان بزرگ موشکی جهان برای دولت آلمان نازی و سپس ایالات متحده شد.
اوبرت و فون‌براون با همدیگر مشغول تحقیق بر روی موشک شدند که این فعالیت به طراحی و ساخت موشک «وی۲» آلمان در اواخر جنگ جهانی دوم منتج شد. اوبرت در سال ۱۹۲۹ با موفقیت یک راکت پیشران مایع آزمایشی ساخت که «کگلدوس» نام گرفت.
در سال ۱۹۳۸ خانواده وی از رومانی به آلمان عزیمت نمودند و سرانجام در منطقه [پینیموند] مستقر شدند. اوبرت در آنجا به کمک همکارش، فون‌براون، مشغول ساخت اولین راکت عملیاتی جهان برای آلمان نازی شد. در سال ۱۹۴۱، او و فون‌براون رسماً پروژه وی۲ را آغاز کردند که البته اوبرت در این پروژه هرگز جایگاه رسمی مناسبی پیدا نکرد.
اوبرت همچنین در مرکزی به نام واساگ بر روی راکت‌های پیشران جامد دفاع هوایی کار می‌کرد. او در زمان آلمان نازی به دریافت نشان نیز مفتخر شد.
او در اواخر جنگ خانواده خود را به فیوچ در نزدیکی نورنبرگ منتقل کرد. در پایان جنگ جهانی دوم، اوبرت به همراه سایر دانشمندان و مهندسان موشکی آلمانی به اسارت نیروهای آمریکایی درآمد و مورد بازجویی قرار گرفت، اما سرانجام آزاد شد و در آلمان غربی سکونت گزید. او چهار فرزند داشت که یک پسرش در جنگ جهانی دوم کشته شد و یک دخترش نیز در اثر انفجار یک کپسول اکسیژن مایع در محل کار او جان خود را از دست داد.
اوبرت در سال ۱۹۴۸ (۵۴ سالگی) به عنوان مشاور مستقل و نویسنده در سوئیس مشغول به کار شد. در سال ۱۹۵۰ همان فعالیتی که در واساگ برای آلمان نازی انجام می‌داد را این‌بار در خدمت نیروی دریایی ایتالیا کامل کرد. در همین ایام، نظراتی را در مورد اشیای پرنده ناشناس ارائه نمود. او از طرفداران نظریه سفر موجودات فضایی به زمین بود. وی در سال ۱۹۵۳ به فیوچ بازگشت و در آنجا کتاب جدید خود تحت عنوان «انسان در فضا» را که در آن ایده‌هایی را برای تلسکوپ‌های بازتابی فضایی، ایستگاه‌های فضایی، فضاپیمای الکتریکی و لباس‌های فضایی ارائه می‌داد، منتشر ساخت.
در سال ۱۹۵۵، فون‌براون، رئیس پروژه موشک‌های بالستیک ایالات متحده، از او برای همکاری دعوت نمود. وی دعوت فون‌براون را پذیرفت و تا سال ۱۹۵۸، با او بر روی موشک‌های بالستیک کار کرد. سپس اوبرت مجدداً به شهر فیوچ آلمان بازگشت و ایده‌هایش را در مورد ساخت یک کاوشگر کره ماه و برخی مطالب و موضوعات هوافضایی دیگر تحت عنوان کتاب «توسعه فناوری فضایی در دهه آینده» به رشته تحریر درآورد. در سال ۱۹۶۰ به عنوان مشاور فنی در جهت توسعه و تکمیل موشک پرتابگر اطلس در ایالات متحده استخدام شد. وی در سال ۱۹۶۲ و در سن ۶۸ سالگی بازنشسته شد. اوبرت از آنجایی که یکی از پیشگامان عصر فضا بود، در ژوئیه ۱۹۶۹ جهت مشاهده پرتاب موشک حامل ساترن-۵ که فضاپیمای آپولو-۱۱ را به سمت ماه پرتاب می‌کرد، به ایالات متحده دعوت شد.

## دوران پایانی زندگی و جمع‌بندی
اوبرت سرانجام در ۲۸ دسامبر ۱۹۸۹، در سن ۹۵ سالگی، در بیمارستانی در نورنبرگ آلمان درگذشت. این دانشمند بزرگ در حالی از دنیا رفت که کمک عظیمی به علوم موشکی، پرواز فضاپیماها و کشفیات فضایی در قرن بیستم نمود. هرمان اوبرت مجارستانی ، کنستانتین تسیولکوفسکی روسی و رابرت گدارد آمریکایی را در واقع می‌توان پیشکسوتان و پایه‌گذاران کشفیات علوم موشکی و فضانوردی به حساب آورد. جالب توجه‌است که اگرچه این سه نفر به بخشی از نتایج علوم موشکی و موارد مربوط به جاذبه زمین دست یافتند، اما بخش بزرگی از این امور را فقط با اتکا بر کارهای علمی مستقل خود به ثمر رساندند.
ارزش تحقیقات اوبرت برای همیشه جاودان خواهد ماند. در حال حاضر، موزه‌ای به نام او در فیوچ آلمان، در نزدیکی نورنبرگ، تأسیس شده و کلیه آثار، عقاید و کارهای علمی وی در آنجا به نمایش عموم گذاشته شده‌است. انجمنی نیز به نام او بنیان نهاده شده‌است که تعداد زیادی از دانشمندان، محققان و ستاره شناسان دنیا عضو آن هستند. دهانه‌ای در کره ماه نیز به نام اوبرت نامگذاری شد. او معتقد بود انسان باید در سراسر زندگی دارای هدف باشد و هدفمند زندگی کند.
بر روی سنگ قبر هرمان جولیوس اوبرت چنین نوشته شده‌است: «درود بر کسانی که تشنه و گرسنه عدالتند>>.